# Château Malaspina (Fosdinovo)
Le château Malaspina (en italien : Castello Malaspina), est un ancien château fortifié qui est situé dans la commune de  Fosdinovo, dans la province de Massa-Carrara en Toscane,.
C'est le château le plus grand et le mieux conservé de la Lunigiana, récemment restauré. Il fut la résidence principale du marquis, souverain du Marquisat de Fosdinovo , appartenant à l'une des branches de la Malaspina dello Spino Fiorito, du XIVe au XVIIIe siècle.

## Historique
La construction de l'imposante forteresse, qui se fond parfaitement sur l'éperon rocheux de grès, a commencé dans la seconde moitié du XIIe siècle, bien que le Castrum Fosdinovense soit déjà mentionné dans un document de Lucques de 1084. Élevé comme domination et défense du primitif Castro di Fosdinovo, en 1340 il fut officiellement cédé par les nobles de Fosdinovo à Spinetta Malaspina (it), décédé en 1352 qui y créa ainsi le marquisat de Fosdinovo.
À la fin du XVe siècle, le château fut restauré de manière rationnelle par Gabriele II Malaspina (it). Au XVIe siècle, grâce à l'œuvre du souverain susmentionné et de son successeur Lorenzo Malaspina (it), le château acquiert l'apparence d'une résidence noble et la dimension d'une cour de la Renaissance, tandis qu'au XVIIe siècle, sous le marquisat de Giacomo II Malaspina (it), le village s'agrandit encore.

## Description
Le château de Fosdinovo est constitué d'un plan quadrangulaire avec quatre tours rondes orientées, un bastion semi-circulaire, deux cours intérieures (dont une centrale), des chemins de ronde au-dessus des toits, des jardins suspendus, des loggias et un avant-poste vers la ville, formidable outil défensif (une sorte de ravelin).
Initialement protégée par un pont-levis, la porte d'entrée du XIIIe siècle donne sur une petite cour de style roman où une colonne de marbre, également du même siècle, soutient les loggias supérieures.
De la cour, où étaient placés les canons à l'époque de la Renaissance, partent les larges volées d'escaliers  praticables à cheval, qui mènent au plus grand et au plus central. Celui-ci possède un élégant portique Renaissance avec des colonnes en pierre, un puits et un beau portail en marbre du XVIe siècle d'où commence le chemin pour accéder aux salles du château, meublées et décorées de fresques à la fin du XIXe siècle.
Le hall d'entrée, la salle à manger avec la grande cheminée du XVIIIe siècle et les céramiques de pharmacie du XVIIe siècle, la salle du trône, le vaste hall avec les salons en enfilade et la salle des pièges avec la chambre de torture en contrebas.
Dans la tour orientale la plus ancienne se trouve la « chambre de Dante », où, selon la tradition, le poète suprême dormait lorsqu'il était hébergé au château pendant la période d'exil. Les fresques de la grande salle centrale représentent l'ancienne amitié de Dante avec les Malaspina, rappelée par Boccace. 
Les étages supérieurs sont caractérisés par d'autres pièces meublées. Le château, propriété des héritiers Torrigiani-Malaspina, peut être visité et est entièrement meublé.

## Galerie

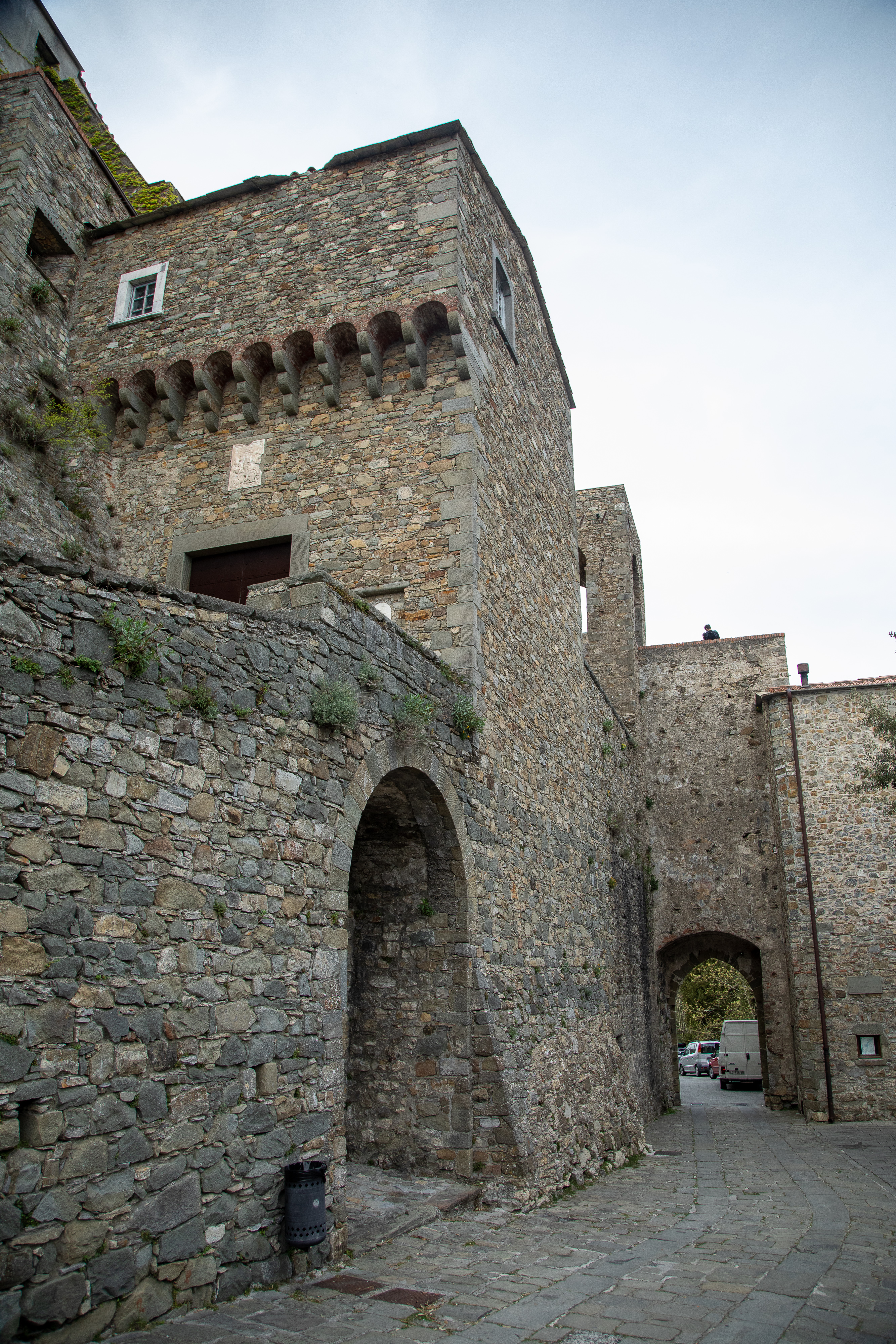
La porte d'entrée du village.
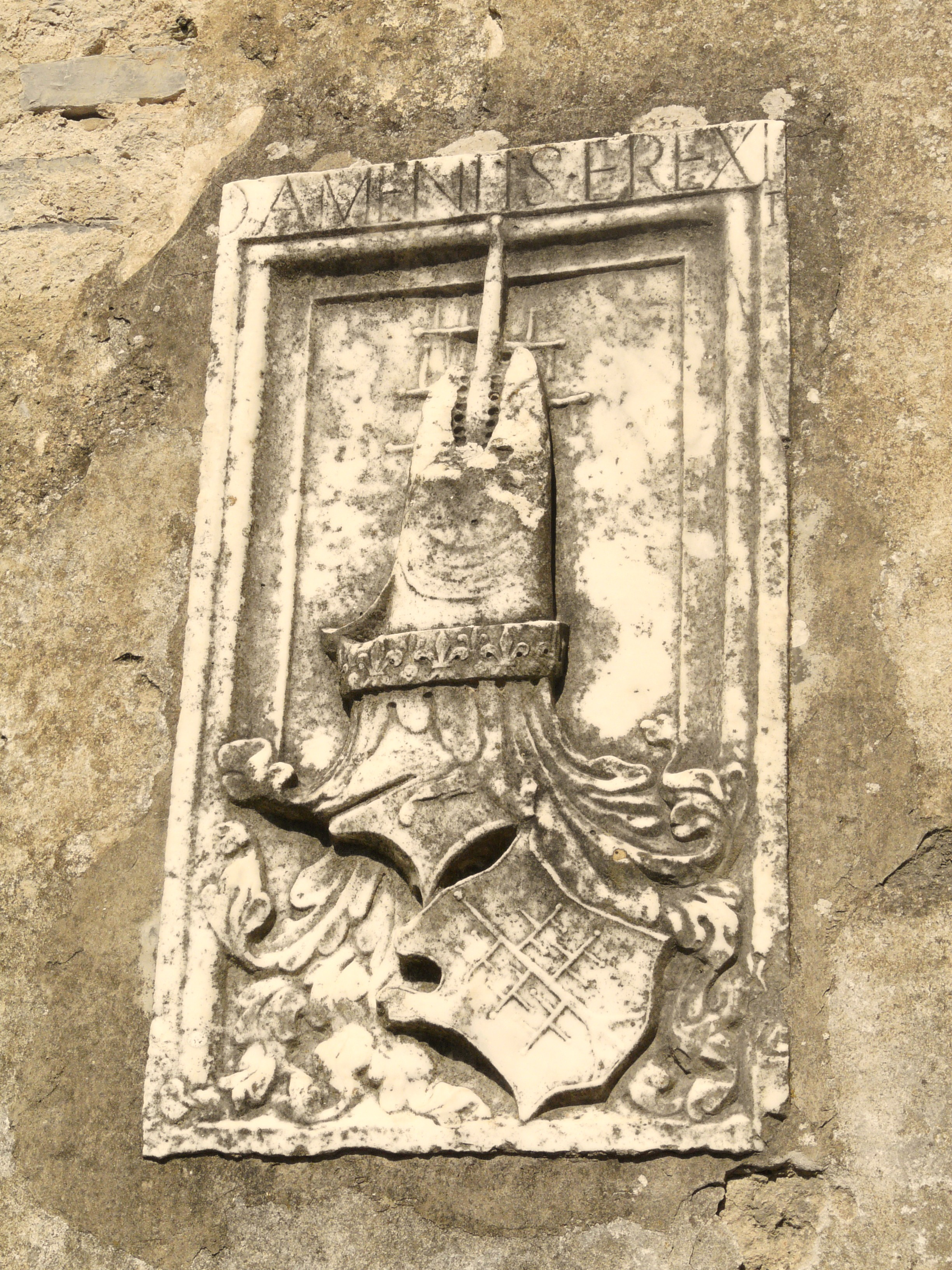
Les armoiries Malaspina.
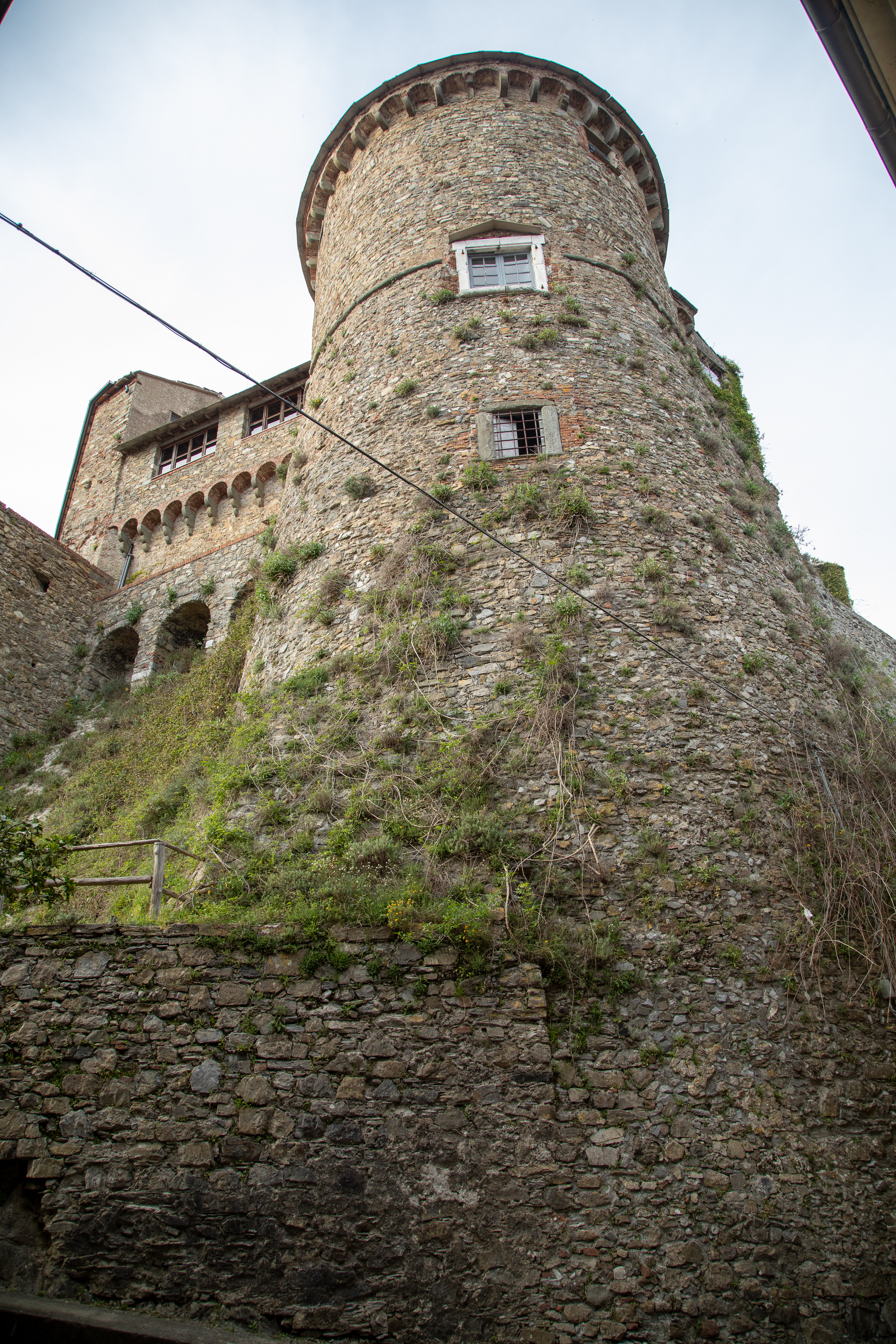
Le donjon.
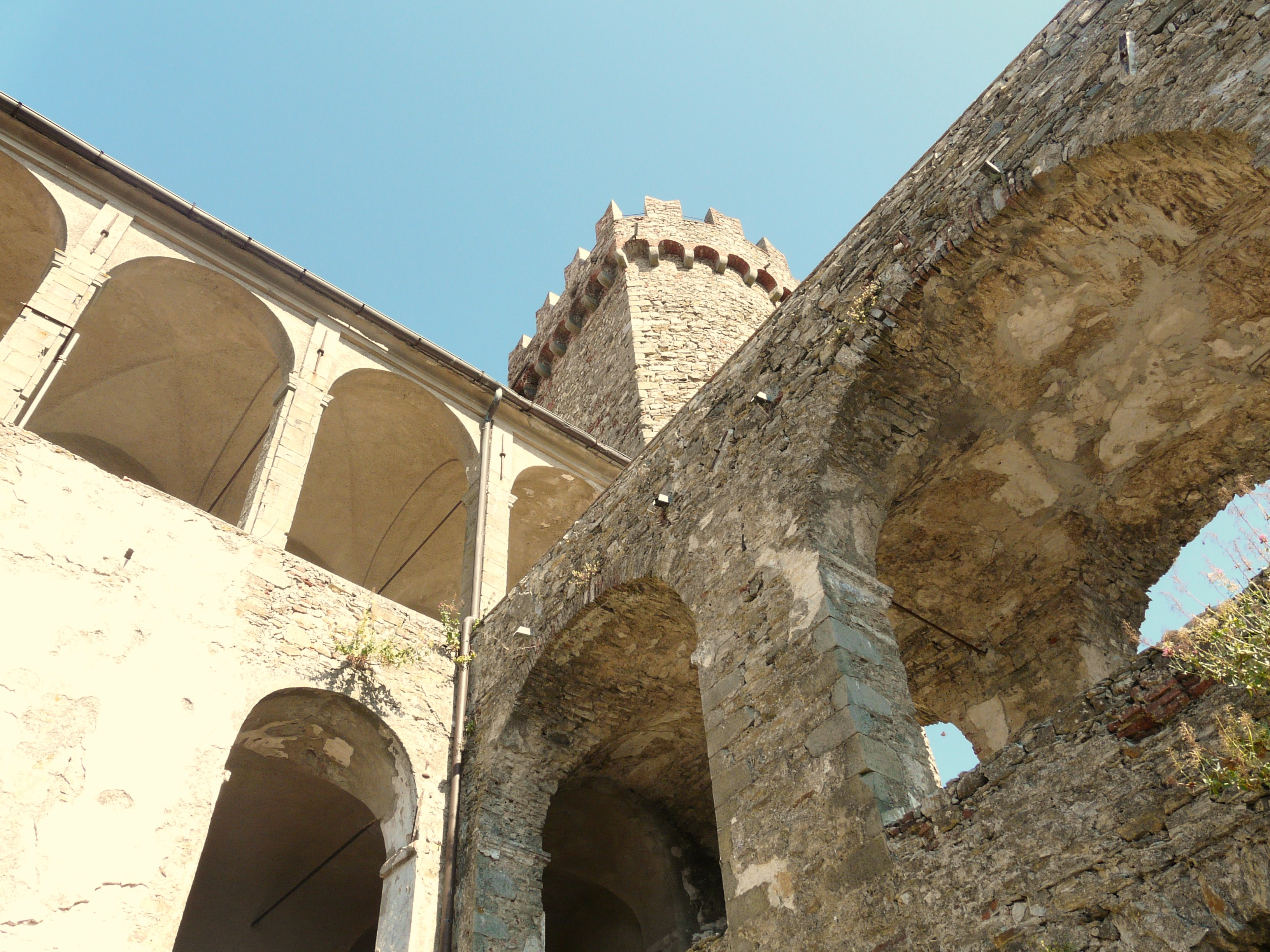
Les loggias.